# الجاهلي (القفر)

تعديل مصدري - تعديل

الجاهلي محلة تابعة لقرية الظهيرة، التابعة لعزلة بني مبارز بمديرية القفر إحدى مديريات محافظة إب في الجمهورية اليمنية، بلغ تعداد سكانها 93 حسب تعداد اليمن لعام 2004.